# Benjamin Ndiaye

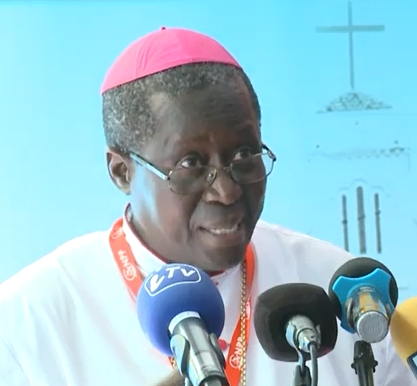
Benjamin Ndiaye, 2019

Wappen von Benjamin Ndiaye

Benjamin Ndiaye (* 28. Oktober 1948 in Fadiouth) ist ein senegalesischer Geistlicher und emeritierter römisch-katholischer Erzbischof von Dakar.

## Leben
Benjamin Ndiaye empfing am 21. August 1977 die Priesterweihe. Papst Johannes Paul II. ernannte ihn am 15. Juni 2001 zum Bischof von Kaolack.
Der Erzbischof von Dakar, Théodore-Adrien Sarr, spendete ihm am 24. November desselben Jahres die Bischofsweihe; Mitkonsekratoren waren Pierre Sagna CSSp, Bischof von Saint-Louis du Sénégal, und Jacques Yandé Sarr, Bischof von Thiès.
Papst Franziskus ernannte ihn am 22. Dezember 2014 zum Erzbischof von Dakar. Die Amtseinführung fand am 21. Februar 2015 statt.
Papst Franziskus nahm am 22. Februar 2025 seinen altersbedingten Rücktritt an.